# Tougo (département)
Cet article concerne le département et la commune rurale. Pour le village chef-lieu, voir Tougo.
Tougo est un département et une commune rurale de la province du Zondoma, situé dans la région du Nord au Burkina Faso.

## Géographie

### Démographie
- En 2006, le département comptait 30 538 habitants recensés[1].

## Administration

### Villages
Le département et la commune rurale de Tougo est administrativement composé de vingt-trois villages, dont le village chef-lieu homonyme (données de population consolidées en 2012 issues du recensement général de 2006) :
- Bangassomba (1 032 habitants)
- Bascorma (1 976 habitants)
- Béda (297 habitants)
- Danaoua (822 habitants)
- Kalcé (372 habitants)
- Kéléguem (1 979 habitants)
- Kindibo (2 561 habitants)
- Lébenga (896 habitants)
- Mangoulma (486 habitants)
- Niebscébanco (993 habitants)
- Noungou (626 habitants)
- Ramessé (743 habitants)
- Raoumdé (460 habitants)
- Rasko (956 habitants)
- Rassomdé (1 940 habitants)
- Ridimbo (3 264 habitants)
- Rikiba (2 054 habitants)
- Roba (2 115 habitants)
- Tampouya (419 habitants)
- Toémigo (255 habitants)
- Tougo (3 960 habitants), chef-lieu
- Ziré (964 habitants)
- Zondoma (1 368 habitants)